# Stazione di Cogno-Esine
La stazione di Cogno-Esine è una stazione ferroviaria della linea Brescia-Iseo-Edolo. È situata in località Cogno, del comune di Piancogno, ma serve anche il vicino comune di Esine.

## Storia
Entrò in servizio il 30 dicembre 1907, assieme al tronco ferroviario che collegava Pisogne a Breno.
Inizialmente, fu servita da tre coppie di corse Pisogne-Breno, ma a partire dal 1º febbraio 1908, la relazione fu unificata con quella proveniente dalla stazione di Brescia.

## Strutture e impianti
Il fabbricato viaggiatori si presenta nello stile adottato dalla Società Nazionale Ferrovie e Tramvie (SNFT), costruttrice della ferrovia Iseo-Edolo, per le fermate della linea. Addossato al lato nord è presente una terrazza collegata al primo piano.
Il piazzale è composto da due binari: il primo è di raddoppio, lungo 204, mentre il secondo è quello di corsa della linea ferroviaria. Le due banchine sono lunghe entrambe 85 m.
La stazione era dotata di un scalo merci in direzione Breno: il binario di scalo è lungo 88 m, mentre il magazzino e il piano caricatore sono presenti, ma in disuso.

## Movimento
L'impianto è servito dai treni regionali (R) Brescia-Breno/Edolo, eserciti da Trenord nell'ambito del contratto di servizio stipulato con la Regione Lombardia.

## Servizi
- Biglietteria automatica
- Sala d'attesa

## Interscambi
- Fermata autobus